# 李宝元
李宝元（1951年—），河北易县人，汉族，中华人民共和国政治人物、第十一届全国人民代表大会河北地区代表。
毕业于中央党校函授学院经济管理专业。加入中共，担任河北建设集团董事长。1998年，连续三届担任全国人大代表。